# Valeč (ort i Tjeckien, Vysočina)
Valeč är en ort i Tjeckien.   Den ligger i regionen Vysočina, i den sydöstra delen av landet, 160 km sydost om huvudstaden Prag. Valeč ligger 442 meter över havet och antalet invånare är 568.
Terrängen runt Valeč är platt.Runt Valeč är det ganska glesbefolkat, med 40 invånare per kvadratkilometer. Närmaste större samhälle är Třebíč, 13,7 km nordväst om Valeč. Trakten runt Valeč består till största delen av jordbruksmark.